# Gola Glava
Gola Glava (Servisch cyrillisch Гола Глава) is een plaats in de Servische gemeente Valjevo. De plaats telt 793 inwoners (2002).

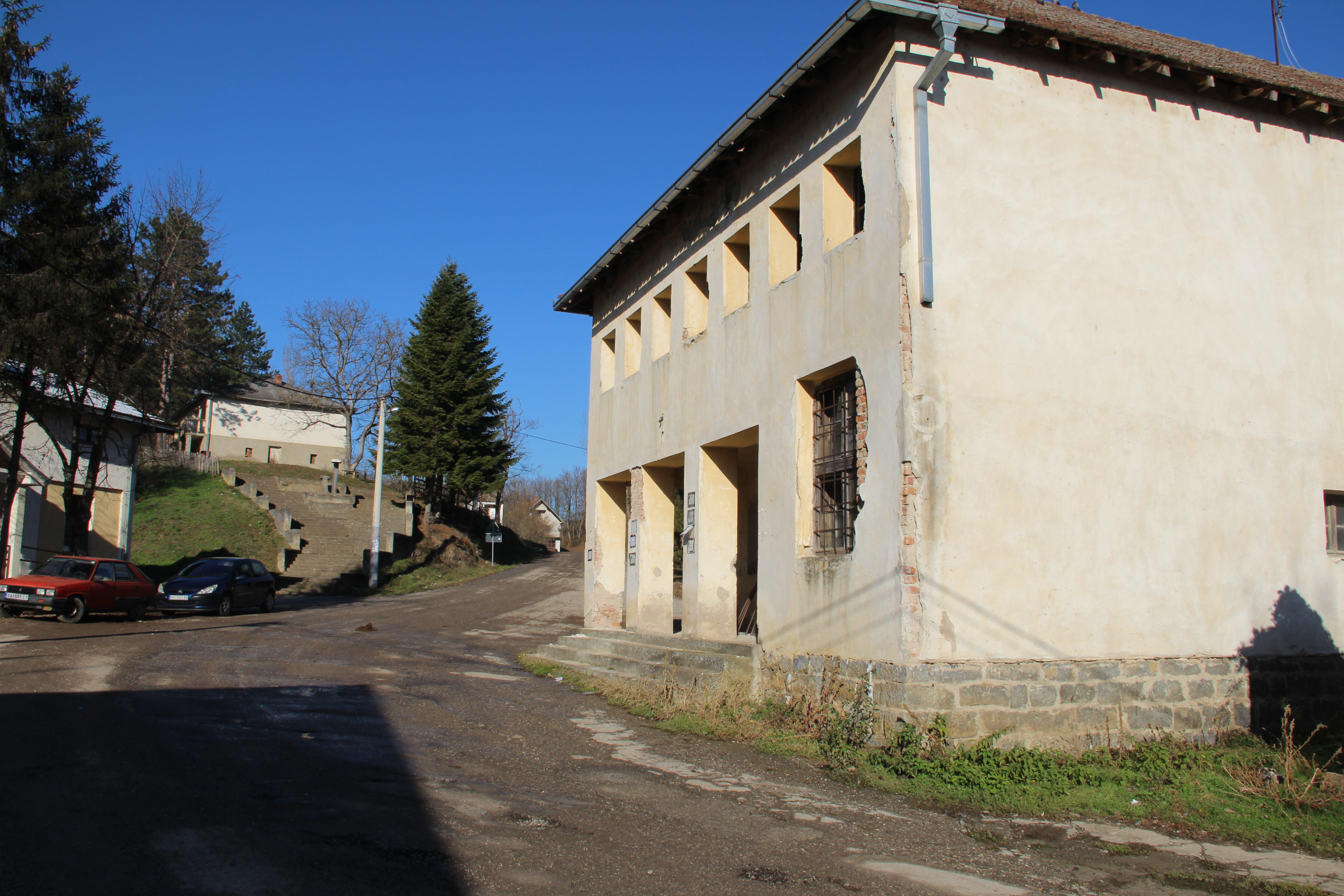
Gola Glava - panorama
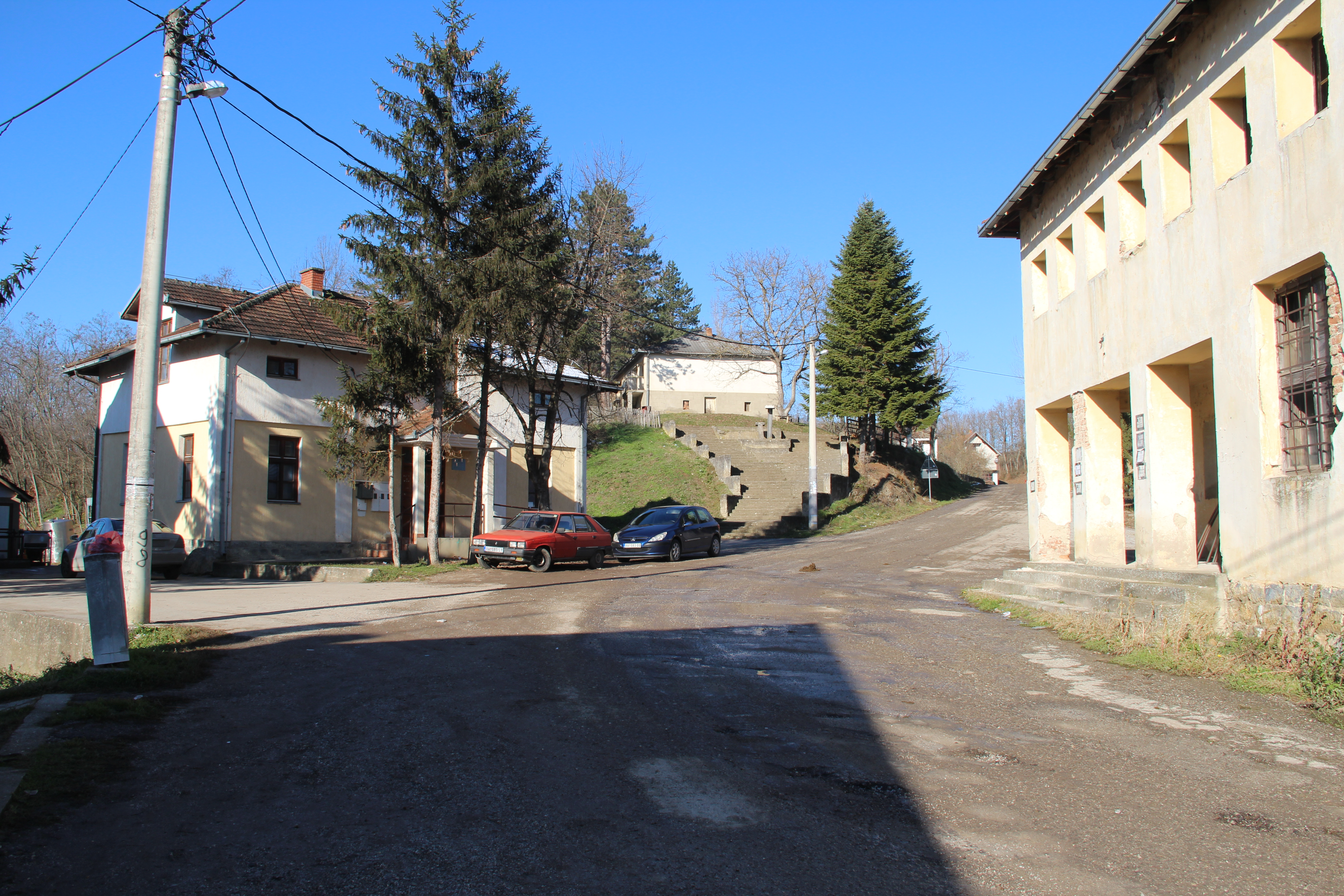
Gola Glava - panorama
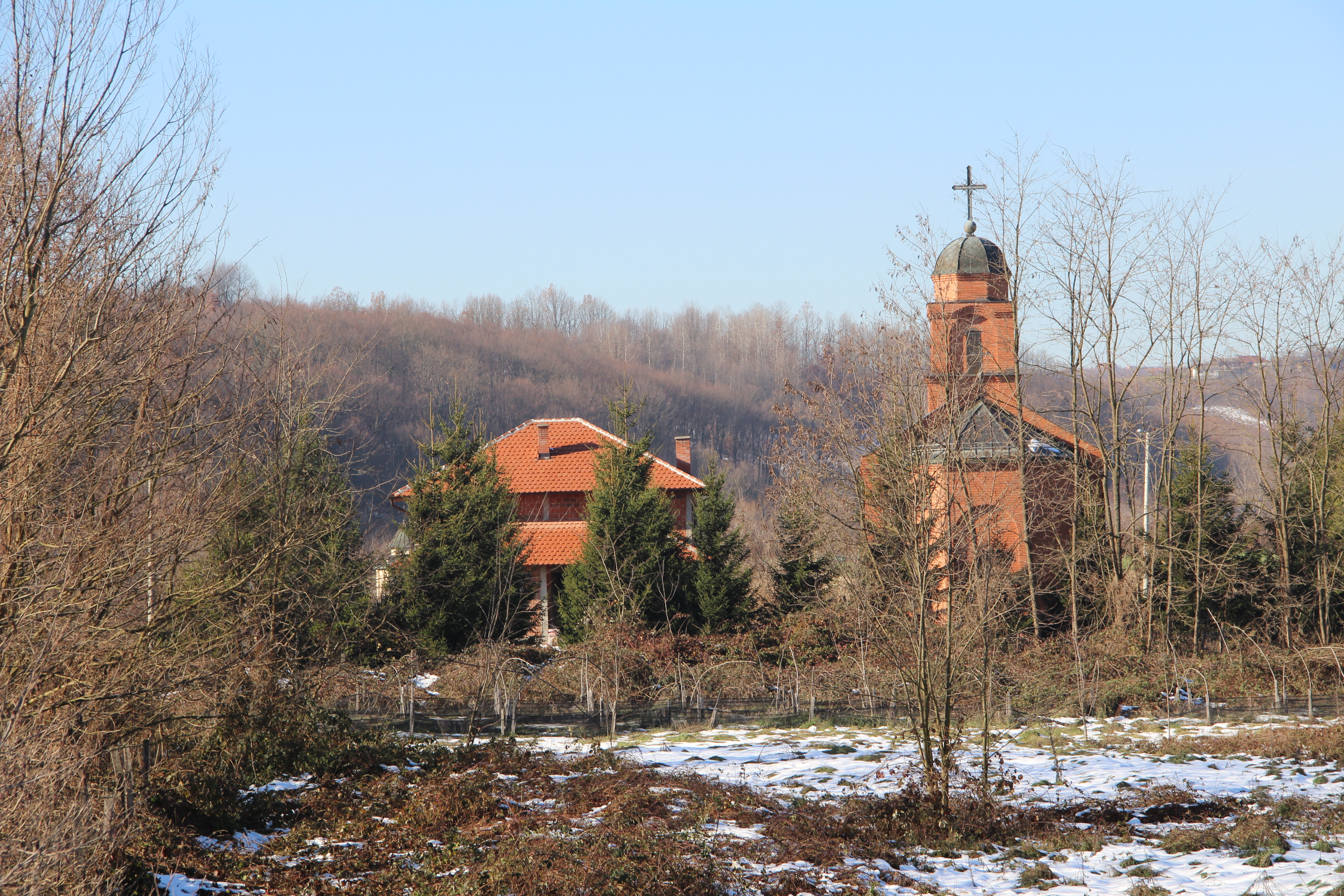
Gola Glava - kerk
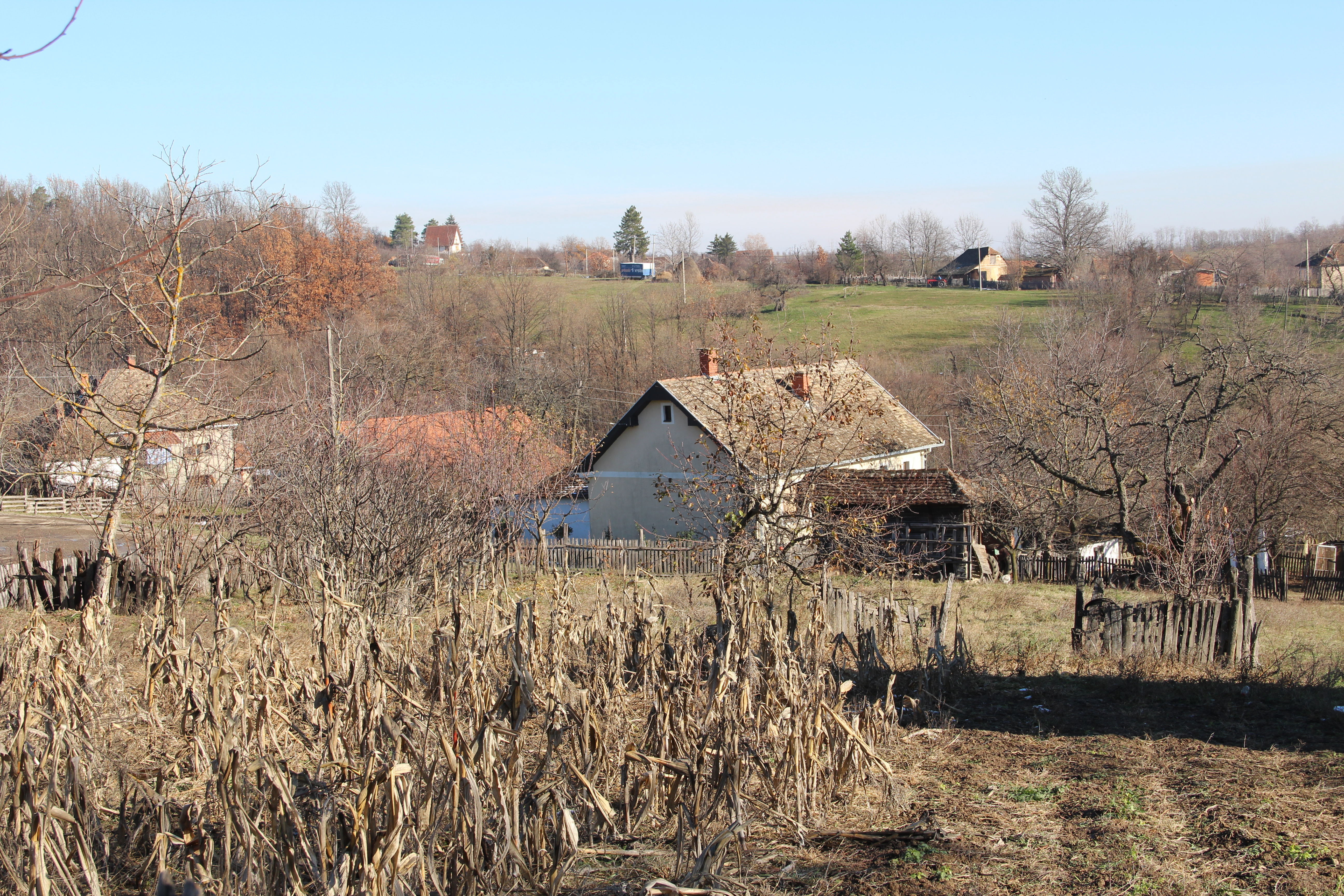
Gola Glava - panorama
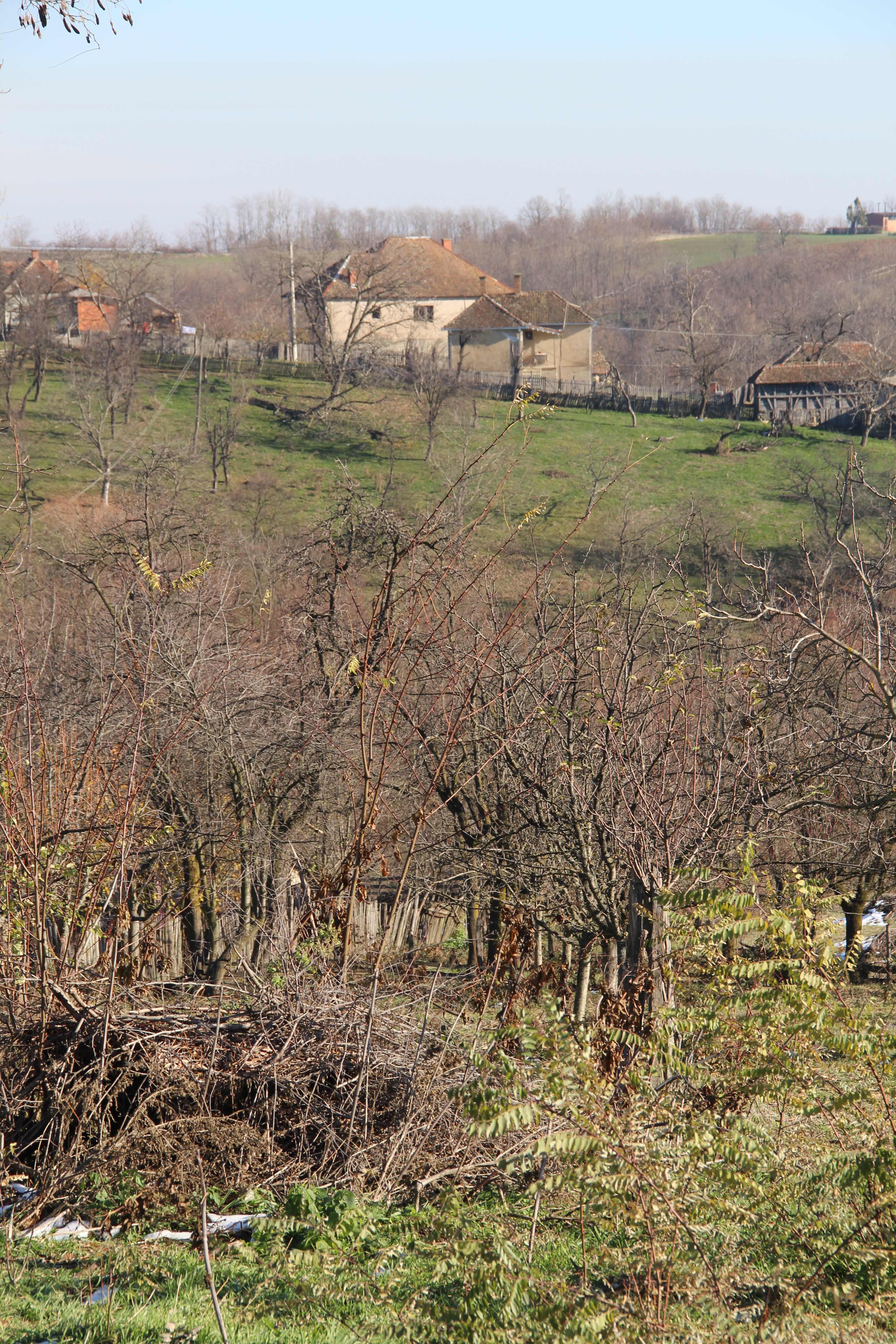
Gola Glava - panorama
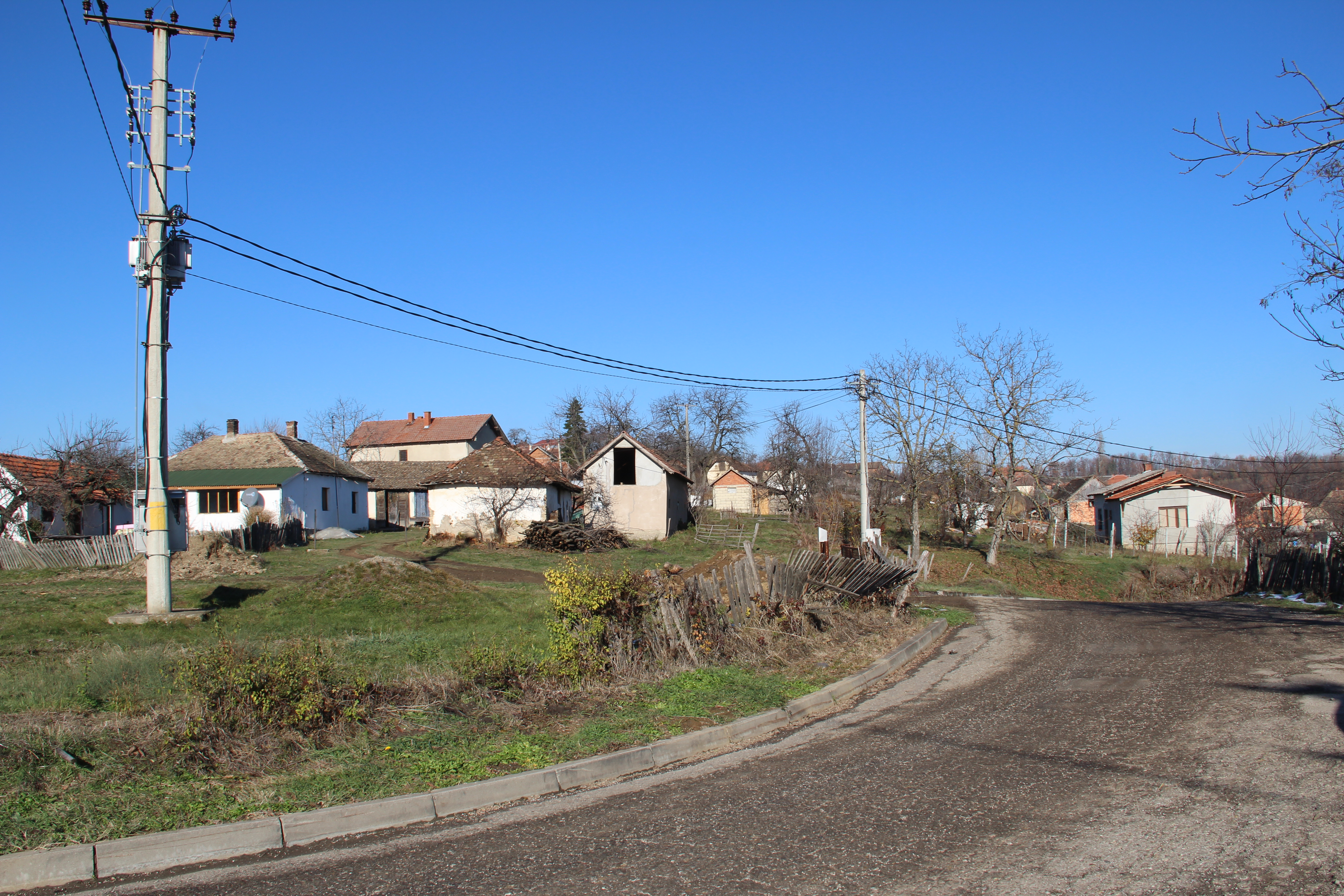
Gola Glava - panorama
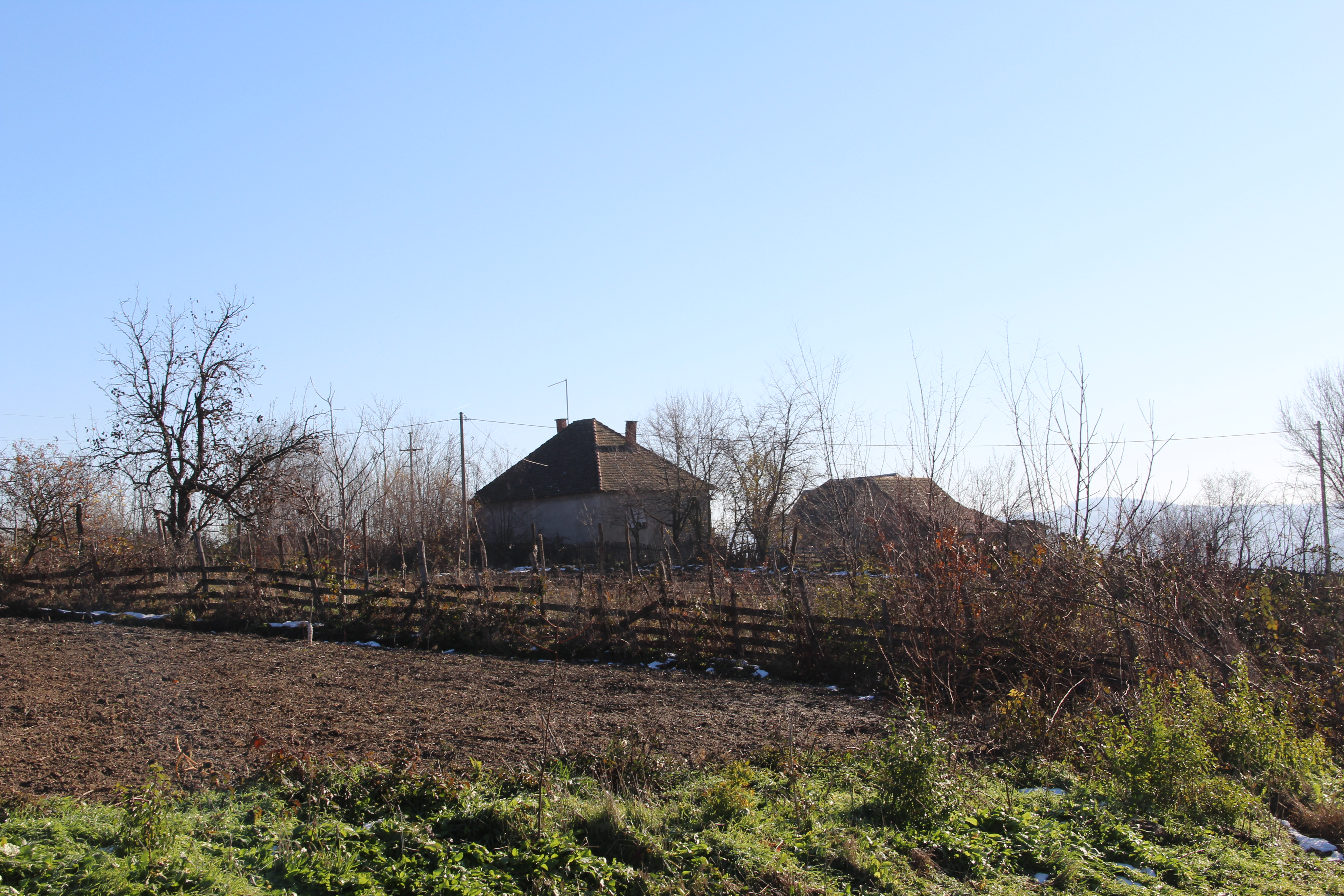
Gola Glava - panorama